# 千覚
千覚（せんがく、康和3年（1101年） - 没年未詳）は平安時代末期の僧侶。藤原北家勧修寺流、土佐守藤原盛実の子。兄弟姉妹に藤原顕憲、藤原忠実室（頼長母）らがある。

## 経歴
興福寺に入り僧正隆覚に師事。保延元年（1135年）に維摩会の堅義を務める。仁平3年（1153年）に権律師となる。その三年後の保元元年（1156年）の保元の乱においては、外甥である藤原頼長に与同し崇徳上皇方に加担。敗戦後、負傷した頼長が最後に逃れ息を引き取ったのが興福寺の千覚の房であったこと、また南都に逃れてきた頼長の父忠実を信実・尋範らとともに守護したことなどから、その関与の深さを問われ、所領を没官されている。